# Васильєв Федір Романович
Фе́дір Рома́нович Васи́льєв (22 квітня 1904, село Бутрово Оршанського повіту Могильовської губернії, тепер Смоленської області, Російська Федерація — 15 листопада 1970, місто Москва, Російська Федерація) — радянський державний діяч, 1-й секретар Амурського і Орловського обласних комітетів КПРС. Депутат Верховної Ради СРСР 1-го (з 1941 року), 3—4-го скликань.

## Життєпис
Народився в бідній селянській родині. З 1923 до 1926 року навчався в Смоленській губернській школі радянського та партійного будівництва ІІ ступеня.
Член РКП(б) з 1924 року.
У 1926—1934 роках — секретар волосного комітету, пропагандист повітового комітету ВКП(б) Смоленської губернії; викладач робітничого факультету, редактор районної газети.
У 1934—1936 роках — слухач Смоленського інституту марксизму-ленінізму.
У 1936—1937 роках — 2-й секретар, у 1937—1938 роках — 1-й секретар Смоленського районного комітету ВКП(б) Західної області.
З 1938 року — начальник Смоленського обласного управління сільського господарства.
На 1941—1945 роки — заступник голови виконавчого комітету Смоленської обласної ради депутатів трудящих.
Під час німецько-радянської війни, з 1942 до 1943 року — на політичній роботі в партизанських загонах північних районів Смоленської області.
У 1945—1946 роках — відповідальний організатор організаційно-інструкторського відділу ЦК ВКП(б). У 1946—1947 роках — інспектор управління із перевірки партійних органів ЦК ВКП(б). У 1947—1948 роках — інспектор ЦК ВКП(б) по району областей Півночі.
14 серпня 1948 — 7 серпня 1952 року — 1-й секретар Амурського обласного комітету ВКП(б). Одночасно, в 1948—1950 роках — 1-й секретар Благовіщенського міського комітету ВКП(б) Амурської області.
У серпні 1952 — березні 1953 року — слухач курсів перепідготовки при ЦК ВКП(б) (КПРС).
З березня 1953 року — завідувач підвідділу відділу партійних, профспілкових і комсомольських органів ЦК КПРС. У 1953 — січні 1954 року — завідувач сектору територіальних партійних організацій відділу партійних, профспілкових і комсомольських органів ЦК КПРС.
1 лютого 1954 — вересень 1955 року — 1-й секретар Орловського обласного комітету КПРС.
У 1955—1958 роках — на пенсії.
З 1958 року — завідувач бюро скарг і заяв Комітету радянського контролю Ради міністрів Російської РФСР.
Потім — персональний пенсіонер у Москві.
Помер 15 листопада 1970 року. Похований на Введенському цвинтарі Москви.

## Нагороди
- орден Червоного Прапора
- орден Трудового Червоного Прапора (3.05.1954)
- орден Червоної Зірки
- медаль «Партизанові Вітчизняної війни» 1-го ст.
- медаль «За оборону Москви»
- медаль «За перемогу над Німеччиною у Великій Вітчизняній війні 1941—1945 рр.»
- медаль «За доблесну працю у Великій Вітчизняній війні 1941—1945 рр.»
- медалі